# Tegenaria
Tegenaria là một chi nhện trong họ Agelenidae. Nó được Pierre André Latreille mô tả lần đầu tiên vào năm 1804, mặc dù nhiều loài của nó đã được chuyển đi nơi khác. Phần lớn trong số này được chuyển đến chi Eratigena, bao gồm Eratigena atrica và Eratigena agrestis.

## Các loài
- T. abchasica Charitonov, 1941 — Caucasus (Russia, Georgia)
- T. achaea Brignoli, 1977 — Greece, Turkey
- T. adomestica Guseinov, Marusik & Koponen, 2005 — Azerbaijan
- T. africana Lucas, 1846 — Algeria
- T. agnolettii Brignoli, 1978 — Turkey
- T. alamto Zamani, Marusik & Malek-Hosseini, 2018 — Iran
- T. angustipalpis Levy, 1996 — Greece, Israel
- T. anhela Brignoli, 1972 — Turkey
- T. animata Kratochvíl & Miller, 1940 — Serbia, Montenegro, Macedonia
- T. annae Bolzern, Burckhardt & Hänggi, 2013 — Greece
- T. annulata Kulczyński, 1913 — Bosnia-Hercegovina, Croatia, Serbia, Montenegro
- T. argaeica Nosek, 1905 — Bulgaria, Turkey
- T. ariadnae Brignoli, 1984 — Greece (Crete)
- T. armigera Simon, 1873 — France (Corsica), Italy (Sardinia)
- T. averni Brignoli, 1978 — Turkey
- T. bayeri Kratochvíl, 1934 — Bosnia-Hercegovina, Serbia, Montenegro
- T. bayrami Kaya, Kunt, Marusik & Uğurtaş, 2010 — Turkey
- T. bosnica Kratochvíl & Miller, 1940 — Croatia, Bosnia-Hercegovina, Serbia, Montenegro
- T. bozhkovi (Deltshev, 2008) — Bulgaria, Greece
- T. campestris (C. L. Koch, 1834) — Europe to Azerbaijan
- T. capolongoi Brignoli, 1977 — Italy
- T. carensis Barrientos, 1981 — Spain
- T. chebana Thorell, 1897 — Myanmar
- T. chiricahuae Roth, 1968 — USA
- T. chumachenkoi Kovblyuk & Ponomarev, 2008 — Russia (Europe, Caucasus), Georgia
- T. circeoensis Bolzern, Burckhardt & Hänggi, 2013 — Italy
- T. comnena Brignoli, 1978 — Turkey
- T. comstocki Gajbe, 2004 — India
- T. concolor Simon, 1873 — Syria
- T. cottarellii Brignoli, 1978 — Turkey
- T. croatica Bolzern, Burckhardt & Hänggi, 2013 — Croatia
- T. daiamsanesis Kim, 1998 — Korea
- T. dalmatica Kulczyński, 1906 — Mediterranean to Ukraine
- T. decolorata Kratochvíl & Miller, 1940 — Croatia
- T. dentifera Kulczyński, 1908 — Cyprus
- T. domestica (Clerck, 1757) — Europe to China, Japan. Introduced to Australia, New Zealand, the Americas
- T. eleonorae Brignoli, 1974 — Italy
- T. elysii Brignoli, 1978 — Turkey
- T. epacris Levy, 1996 — Israel
- T. faniapollinis Brignoli, 1978 — Greece, Turkey
- T. femoralis Simon, 1873 — France, Italy
- T. ferruginea (Panzer, 1804) — Europe, Azores. Introduced to Venezuela
- T. forestieroi Brignoli, 1978 — Turkey
- T. halidi Guseinov, Marusik & Koponen, 2005 — Azerbaijan
- T. hamid Brignoli, 1978 — Turkey
- T. hasperi Chyzer, 1897 — France to Turkey, Russia (Europe)
- T. hauseri Brignoli, 1979 — Greece
- T. hemanginiae Reddy & Patel, 1992 — India
- T. henroti Dresco, 1956 — Sardinia
- T. ismaillensis Guseinov, Marusik & Koponen, 2005 — Azerbaijan
- T. karaman Brignoli, 1978 — Turkey
- T. lapicidinarum Spassky, 1934 — Ukraine, Russia (Europe)
- T. lehtineni (Guseinov, Marusik & Koponen, 2005) — Azerbaijan
- T. lenkoranica (Guseinov, Marusik & Koponen, 2005) — Azerbaijan, Iran
- T. levantina Barrientos, 1981 — Spain
- T. longimana Simon, 1898 — Turkey, Caucasus (Russia, Georgia)
- T. lunakensis Tikader, 1964 — Nepal
- T. lyncea Brignoli, 1978 — Turkey, Azerbaijan
- T. maelfaiti Bosmans, 2011 — Greece
- T. mamikonian Brignoli, 1978 — Turkey
- T. maroccana Denis, 1956 — Morocco
- T. maronita Simon, 1873 — Syria, Lebanon, Israel
- T. mediterranea Levy, 1996 — Israel
- T. melbae Brignoli, 1972 — Turkey
- T. mercanturensis Bolzern & Hervé, 2010 — France
- T. michae Brignoli, 1978 — Lebanon
- T. mirifica Thaler, 1987 — Switzerland, Austria. Italy
- T. montana Deltshev, 1993 — Bulgaria
- T. montiszasensis Bolzern, Burckhardt & Hänggi, 2013 — Greece
- T. nakhchivanica (Guseinov, Marusik & Koponen, 2005) — Azerbaijan
- T. oribata Simon, 1916 — France
- T. pagana C. L. Koch, 1840 — Europe to Central Asia. Introduced to USA, Mexico, Brazil, Chile
- T. parietina (Fourcroy, 1785) — Europe, North Africa to Israel and Central Asia. Introduced to Jamaica, Paraguay, South Africa, Sri Lanka
- T. parmenidis Brignoli, 1971 — Italy
- T. parvula Thorell, 1875 — Italy, Romania
- T. pasquinii Brignoli, 1978 — Turkey
- T. percuriosa Brignoli, 1972 — Bulgaria, Turkey
- T. pieperi Brignoli, 1979 — Greece (Crete)
- T. pindosiensis Bolzern, Burckhardt & Hänggi, 2013 — Greece
- T. podoprygorai (Kovblyuk, 2006) — Ukraine
- T. pontica Charitonov, 1947 — Georgia
- T. pseudolyncea (Guseinov, Marusik & Koponen, 2005) — Azerbaijan
- T. racovitzai Simon, 1907 — Spain, France
- T. ramblae Barrientos, 1978 — Portugal, Spain
- T. regispyrrhi Brignoli, 1976 — Bulgaria, Greece, Balkans
- T. rhodiensis Caporiacco, 1948 — Greece (Rhodes), Turkey
- T. rilaensis Deltshev, 1993 — Macedonia, Bulgaria
- T. sbordonii Brignoli, 1971 — Italy
- T. schmalfussi Brignoli, 1976 — Greece (Crete)
- T. schoenhoferi Bolzern, Burckhardt & Hänggi, 2013 — Greece
- T. scopifera Barrientos, Ribera & Pons, 2002 — Spain (Balearic Is.)
- T. serrana Barrientos & Sánchez-Corral, 2013 — Spain
- T. shillongensis Barman, 1979 — India
- T. silvestris L. Koch, 1872 — Europe
- T. talyshica Guseinov, Marusik & Koponen, 2005 — Azerbaijan
- T. taurica Charitonov, 1947 — Ukraine, Georgia
- T. tekke Brignoli, 1978 — Turkey
- T. tridentina L. Koch, 1872 — Europe
- T. tyrrhenica Dalmas, 1922 — France, Italy
- T. vallei Brignoli, 1972 — Libya
- T. vanensis Danişman & Karanfil, 2015 — Turkey
- T. vankeerorum Bolzern, Burckhardt & Hänggi, 2013 — Greece (Rhodes), Turkey
- T. vignai Brignoli, 1978 — Turkey
- T. wittmeri Brignoli, 1978 — Bhutan
- T. zagatalensis Guseinov, Marusik & Koponen, 2005 — Azerbaijan
- T. zamanii Marusik & Omelko, 2014 — Iran

## Hình ảnh

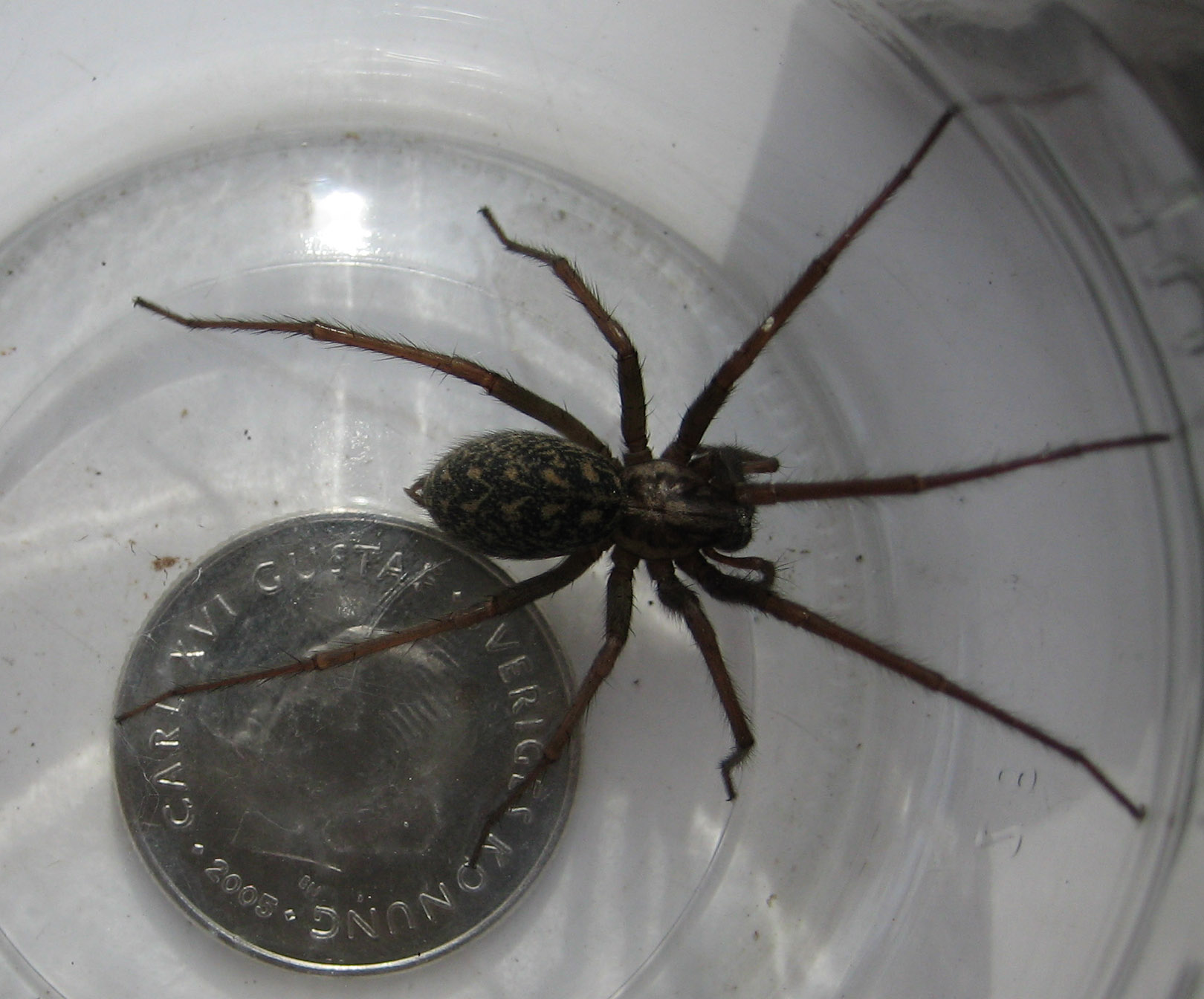
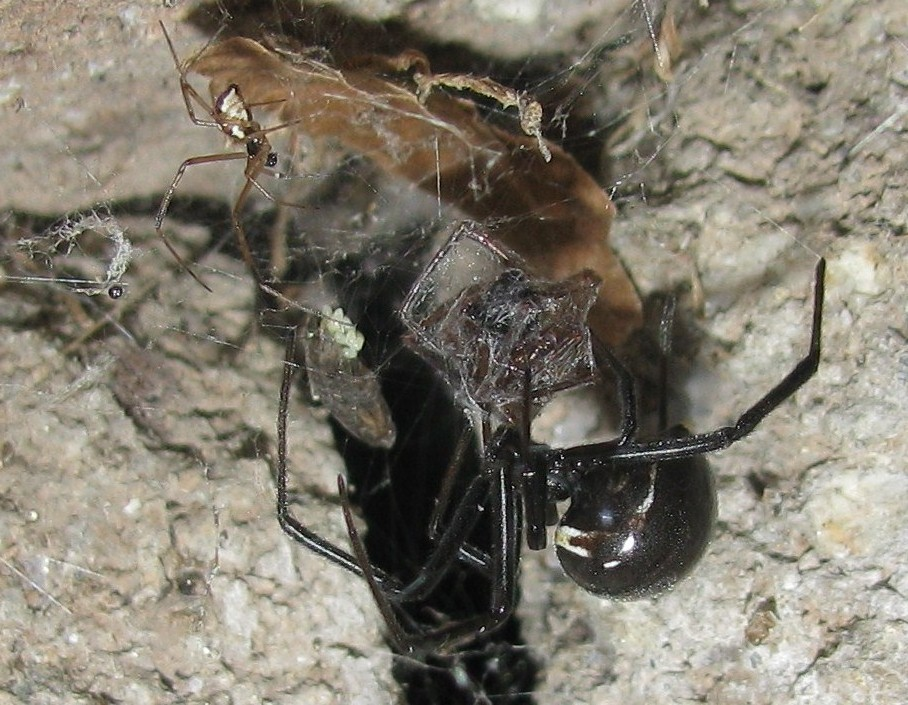
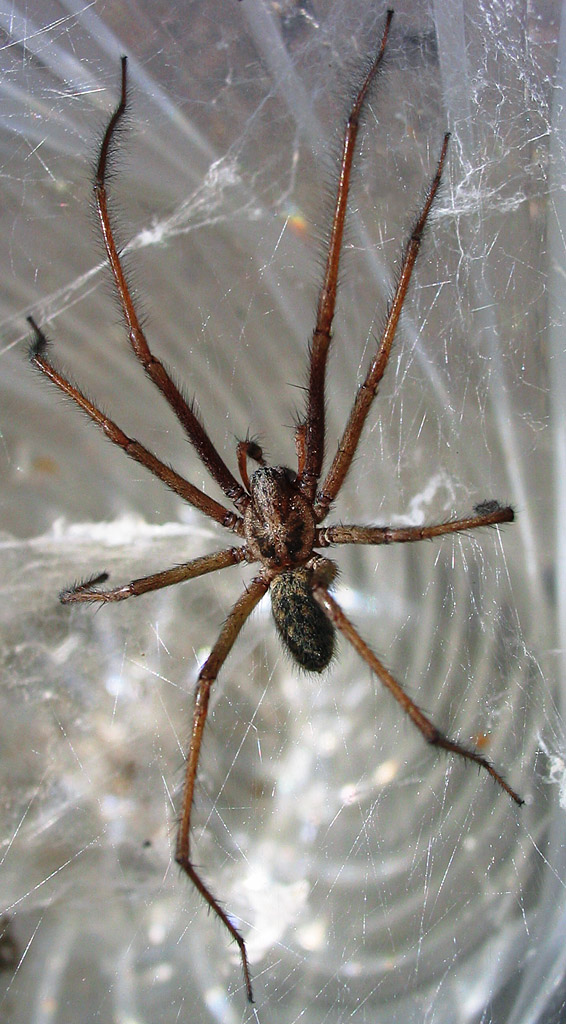
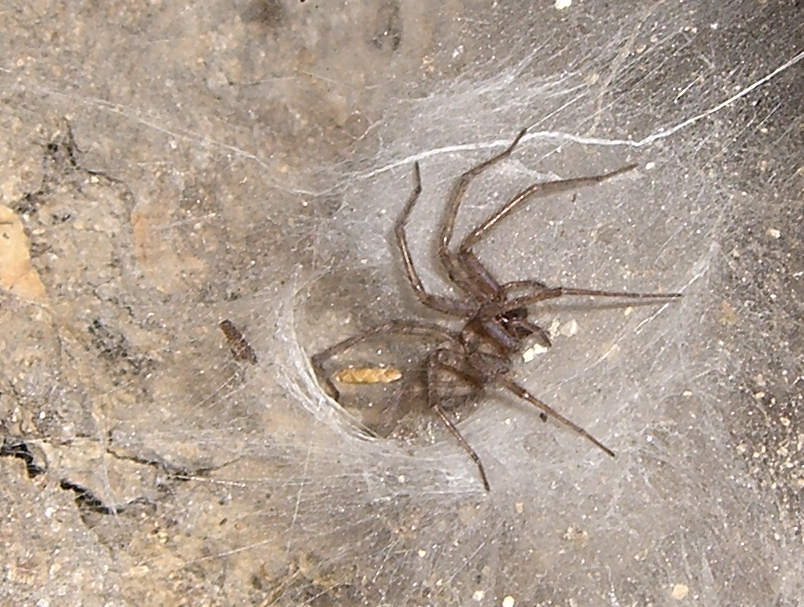